# Yub Mee
Yub Mee is een bestuurslaag in het regentschap Pidie van de provincie Atjeh, Indonesië. Yub Mee telt 364 inwoners (volkstelling 2010).